# Buněčný spoj

Schéma různých typů specializovaných buněčných spojů

Buněčný spoj je spojení dvou a více buněk, případně spojení buňky s okolní extracelulární matrix. Spojení dvou buněk je možné prostým přiložením buněk k sobě (pak spolu buňky komunikují transmembránovými proteiny, např. kadheriny a integriny), anebo specializovanými spoji, jako je mezerový spoj, těsný spoj, adhezní spoj a dezmozom. Tzv. hemidezmozom a některé další struktury umožňují připojení buňky k matrix.

## Druhy buněčných spojů

### Vodivý spoj

Schéma vodivého spoje zobrazující umístění konexonů

Prvním typem je vodivý spoj (gap junction), čili nexus, mezerový spoj nebo také komunikační spoj. Je zajímavý tím, že mezi membránami vytváří jakési póry, jimiž jsou spojeny cytoplazmy. Základem tohoto spoje jsou proteinové komplexy nazývané konexony, které se v tomto druhu spojů vyskytují v hexamerech. V jedné z membrán je šest konexinů tvořících konexon, které se vzájemně napojí na stejný útvar šesti konexinů v druhé membráně. Mezi konexiny je prázdný prostor, jímž mohou přecházet molekuly o velikosti menší než 1500 daltonů, tzn. v absolutních číslech méně než 1,2 nanometru. Tento pór je uzavíratelný, reaguje na zvýšenou hladinu vápníku v cytoplazmě. Zvýšený obsah vápníku totiž znamená poplach (např. poškození membrány) a v takových případech je radno tento spoj rychle zavřít.

### Adhezní spoj

Schéma adhezního spoje (anglicky)

Adhezní spoj, neboli zonula adherens, je tvořen proteiny kadheriny. Provází těsné spoje na epitelech a tvoří pás níže pod jejich úrovní. Plní funkci jako pevný mechanický úchyt, díky němuž buňky pevně drží pospolu. Tato pevnost je dána provázáním adhezních spojů s buněčnou kostrou, cytoskeletem. Z vnitřní strany se totiž na adhezní spoj vážou vlákna aktinu (mikrofilamenta). S tímto typem spojů je provázána skupina dalších proteinů, které regulují buněčnou adhezi – k těmto proteinům patří Rap1 GTPáza či β-katenin.

### Těsný spoj

Schéma těsného spoje (anglicky)

Těsný spoj (tight junction, také zonula occludens) je již podle názvu spoj, který budí dojem, že membrány buněk téměř splývají v jednu. Proteiny těsného spoje se napojují z každé strany na jednu z membrán, čímž zcela zamezí procházet většině látek mezi těmito membránami. Jsou seřazeny na rozhraní mezi membránami jako korálky a mnohdy tato vlákna bílkovin obepínají celou buňku, čímž zcela zamezí průchod látek mimobuněčnými prostory. Konkrétně se uplatňují ve střevě, kde dochází ke vstřebávání látek, což je striktně regulovaný děj. Látky nesmějí procházet samovolně otvory mezi buňkami, a tak jsou mezi epiteliálními buňkami právě těsné spoje.
Mimo to se těsné spoje vyskytují na vnitřním okraji žaludeční sliznice a ve slinivce. V těchto orgánech mají podobnou funkci jako ve střevě; v žaludku zamezují prostupu kyseliny chlorovodíkové do krve, ve slinivce zase brání pronikání trávicích enzymů do krve. Také se nacházejí na plicním epitelu, kde (spolu s dezmozomy) pevně spojují pneumocyty plicních sklípků.

### Desmozom

Schéma desmozomu (anglicky)

Desmozom (adhering spot či také macula adherens) je typ buněčného spoje, pro nějž je charakteristická přítomnost kadherinů a intermediárních filament. Tato filamenta (která mohou být různé chemické struktury, např. keratinová či desminová) se napojují zvnějšku, zatímco na povrchu obou membrán se nachází různé proteiny sloužící jako kotva (plakoglobin, dezmoplakin) a v prostoru mezi membránami obou spojených buněk jsou přítomny různé kadheriny (např. dezmoglein, dezmokolin). které drží obě membrány pohromadě.
Dezmozomy jsou velmi pevné a jsou složkou různých epitelů, jako je střevní epitel, nebo i kůže.

## Spojení s mezibuněčnou hmotou
Mnohé další komplexy umožňují spojení buněk s mezibuněčnou hmotou, tzv. extracelulární matrix.

### Hemidesmozom
Hemidezmozom (HD) je buněčný spoj mezi epiteliárními buňkami a pod nimi ležící bazální laminou. Jsou pojmenovány podle dezmozomů, protože se jim vzhledově podobají, ale stavebně a funkčně s nimi nemají příliš společného. Umožňují konkrétně vazbu na protein laminin. Z strukturního hlediska jsou základem hemidezmozomů integriny (tedy nikoliv kadheriny), tyto bílkoviny překračují membránu a vážou se na intermediární filamenta v buňce.

### Fokální adheze
Fokální adheze jsou dalším častým typem spojů s mezibuněčnou hmotou; umožňují vazbu na protein fibronektin obsažený v pojivové tkáni. Uvnitř buňky se fokální adheze napojují na aktinová filamenta, u fibroblastů se to děje přes protein vinkulin.